# Danckelmansches Siebengestirn

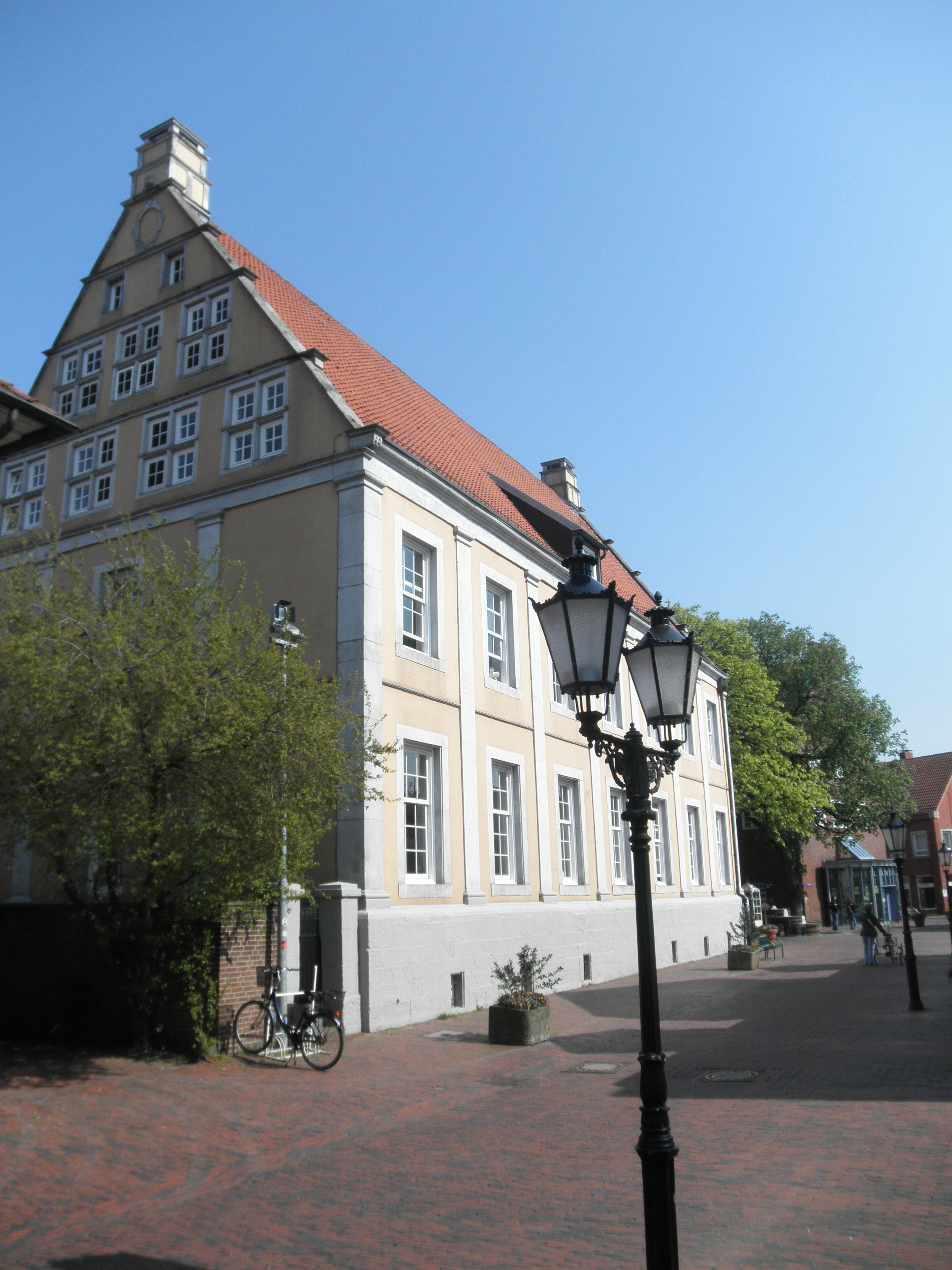
Palais Danckelmann in Lingen/Ems

Als Danckelmansches Siebengestirn (auch Danckelmannsches oder Danckelmannisches Siebengestirn) wurden schon zu Lebzeiten sieben Brüder der Familie Danckelman bezeichnet, die allesamt Juristen waren, hohe Staatsämter bekleideten, 1689 gemeinsam in den Reichsadelsstand und 1695 von Kaiser Leopold I. in den Reichsfreiherrenstand erhoben wurden. Ihre Eltern waren die Erbauer des Danckelmann-Hauses in Lingen (Ems) (heute Amtsgericht), der Landrichter, Gograf der Grafschaft Lingen und kurfürstliche Rat Mijnheer Sylvester (auch Vastardus) Danckelman (1601–1679) und seine Frau Beate Derenthal († 1683).
Die Brüder des Siebengestirns hatten noch zwei weitere Brüder, die jedoch früh verstorben sind, sowie drei Schwestern. Alle wuchsen in der bis 1702 den Oraniern gehörenden Grafschaft Lingen auf. Die Familie des Großvaters Johann Danckelmann (1563–1642) wohnte ursprünglich in Rheine, musste jedoch auf Grund ihres calvinistischen Glaubensbekenntnisses das Hochstift Münster verlassen und fand in den Niederlanden Aufnahme.

## Johannes von Danckelman
Johannes (* 4. Januar 1637 in Lingen; † 24. März 1706 in Jever) war Rat des Grafen Ernst Wilhelm von Bentheim-Steinfurt, Drost der Grafschaft Schaumburg-Lippe, Präsident der Brandenburgisch-Afrikanischen Handelsgesellschaft und Resident des Westfälischen Kreises in Emden.

## Thomas Ernst von Danckelman
Thomas Ernst (* 24. Februar 1638 in Lingen; † 10. August 1709 in Lingen) wurde 1688 außerordentlicher Gesandter am Hofe des St James’s Palace in London und Direktor der preußischen Verwaltung in Lingen sowie Kurator der Lingener Hohen Schule. Er sicherte für  Friedrich I., nach dem Tod von  Wilhelm III. von Oranien, am 25. März 1702 durch einen unblutigen Handstreich die Grafschaft Lingen, trotz des Einspruches der  Vereinigten Niederlande, für Preußen.

## Sylvester Jakob von Danckelman

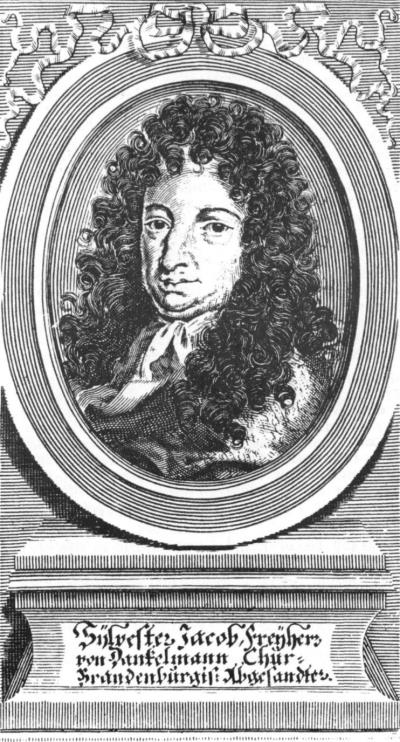
Sylvester Jakob von Danckelman

Sylvester Jakob (* 2. November 1640 in Lingen; † 5. August 1695 in Berlin), Geheimer Rat, war Professor der Rechte an der Steinfurter Hohen Schule, an der Universität Heidelberg, an der er auch für ein Jahr zum Rektor gewählt wurde, und an der Universität Franeker. 1688 wurde Sylvester Jakob Bevollmächtigter für den Immerwährenden Reichstag in Regensburg. 1689/90 vertrat er zusammen mit seinem Bruder Nikolaus Bartholomäus den Kurfürsten bei der Wahl Josephs I. zum Römisch-Deutschen König in Augsburg und wurde 1690 Präsident des Kammergerichts und des Konsistoriums in Berlin. Er war kurzzeitig Gutsherr in Lichterfelde, Osdorf und Heinersdorf bei Berlin.

## Eberhard Christoph Balthasar von Danckelman

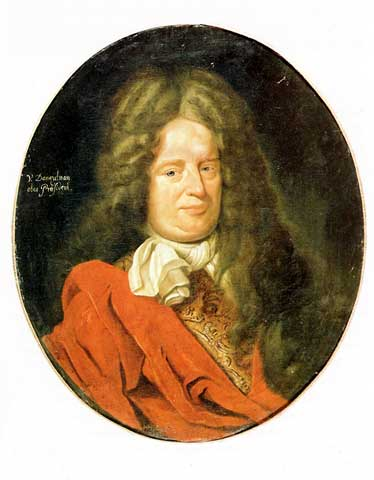
Eberhard von Danckelman

Eberhard Christoph Balthasar (* 23. November 1643 in Lingen; † 31. März 1722 in Berlin), der wohl bekannteste der sieben Brüder, war Hauslehrer des brandenburgischen Kurprinzen und späteren Königs Friedrich I. in Preußen, brandenburgischer Minister und preußischer Oberpräsident (Premierminister).  In Eberhard Danckelmans Verantwortung fiel unter anderem die Gründung der Universität Halle 1694 und der Akademie der Künste in Berlin 1696. Seine zahlreichen Feinde erwirkten 1697 seinen Sturz und seine Verhaftung. Einer der vielen Vorwürfe bezog sich unmittelbar auf das Siebengestirn, dessen hohe Ämter den Neidern suspekt waren. Eberhards fünf zu dieser Zeit noch lebende Brüder wurden jedoch nicht behelligt. Trotz einer Amnestie im Jahre 1707 sorgte Friedrich I. dafür, ihm nie wieder zu begegnen. Friedrich Wilhelm I. berief ihn nach seiner Thronbesteigung 1713 auf ehrenvolle Weise an den Hof zurück und schätzte seinen Rat. Eine Revision seines Prozesses und eine Rückgabe seiner Güter fanden jedoch nicht statt.

## Daniel Ludolf von Danckelman

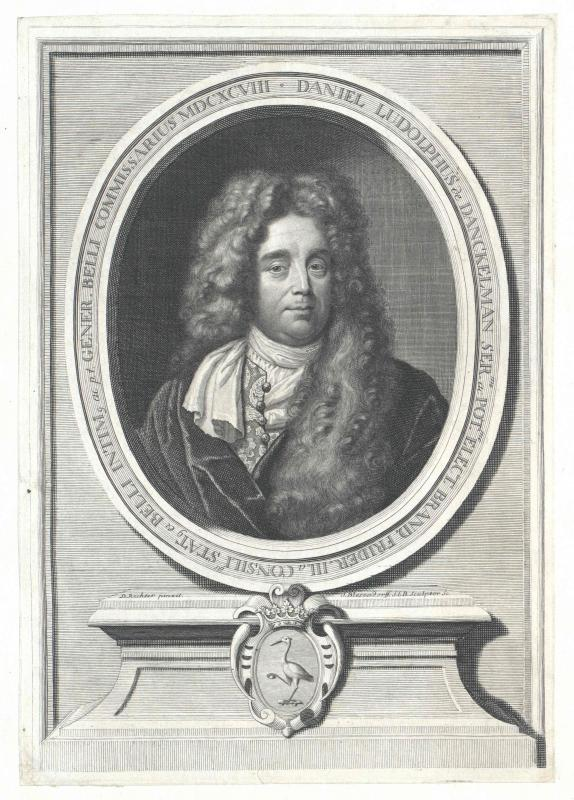
Daniel Ludolf von Danckelman

Daniel Ludolf (* 8. Oktober 1648 in Lingen; † 14. Februar 1709 in Berlin), Wirklicher Geheimer Staats- und Kriegsrat und Generalkriegskommissar, war Hauslehrer des kurbrandenburgischen Prinzen Ludwig (1666–1687), gehörte später der Regierung des Fürstentums Halberstadt an und wurde 1702 Präsident des Berliner Konsistoriums. 1694 wurde Daniel Ludolf auch zum ersten Oberkurator der Universität Halle berufen. Er war zusammen mit seinem Bruder Eberhard ein wichtiger Unterstützer des halleschen Pietismus und stand mit seinem Wegbereiter, dem Theologen und Pädagogen August Hermann Francke (1663–1727) in Briefkontakt.
Ein Platz auf dem neuen Campusgelände der Martin-Luther-Universität Halle-Wittenberg bekam ihm zu Ehren den Namen Von-Danckelmann-Platz.

## Nikolaus Bartholomäus Michael von Danckelman

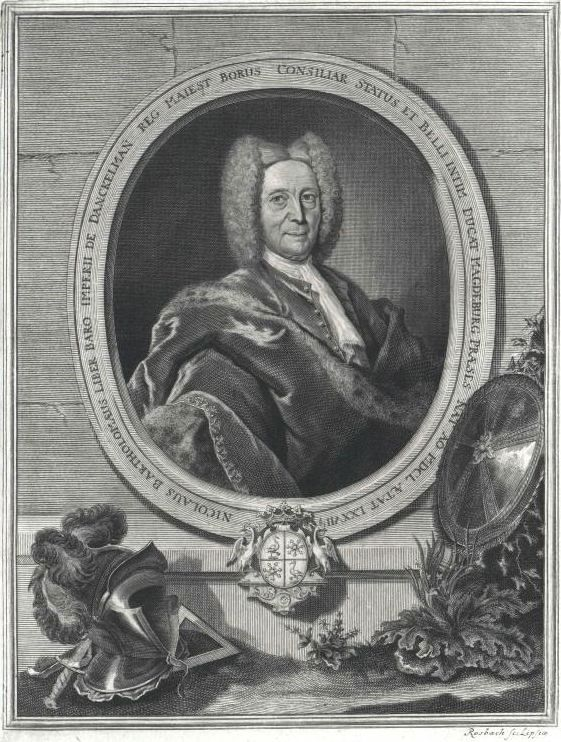
Nikolaus Bartholomäus Michael von Danckelman

Nikolaus Bartholomäus Michael (* 25. Mai 1650 in Lingen; † 27. Oktober 1739 in Lodersleben), Geheimer Rat, wurde 1688 kurbrandenburgischer Gesandter am Kaiserhof in Wien und vertrat 1689/90 zusammen mit seinem Bruder Sylvester Jakob den Kurfürsten bei der Wahl Josephs I. zum Römisch-Deutschen König. 1690 heiratete er Sophie Magdalena von Brömse (auch: von Brömbsen) (1660–1702). 1697 war er Bevollmächtigter beim Frieden von Ryswyk. Im gleichen Jahr wurde er dem schon sehr betagten Kanzler des Herzogtums Magdeburg Gottfried von Jena als Staatsminister und Regierungspräsident beigeordnet. 1722 kauft er zwei der drei Rittergüter aus dem Besitz des Heinrich Clemens von Starschedel und wird Guts- und Patronatsherr in Lodersleben. Nach seinem Tode trat sein Sohn Carl Ludolph von Danckelmann die Nachfolge als Patronatsherr an. Seine Töchter Beate Sophie Juliane (* 13. Januar 1690; † 16. September 1716) und Constantina Concordia Perpedua  († 24. Juni 1724) waren nach einander mit dem Regierungsrat Hans Adam von Ende (* 9. November 1686; † 1746) verheiratet.
Nikolaus Bartholomäus ist der Stammvater aller später lebenden Glieder des Geschlechts Danckelman.

## Wilhelm Heinrich von Danckelman
Wilhelm Heinrich (* 15. August 1654 in Lingen; † 14. April 1729), Geheimer Rat, war Gesandter am Kurmainzer Hof, Kanzler des Fürstentums Minden und Gesandter in Hamburg.